# Omizodes ocellata
Omizodes complanata es un género de polillas perteneciente a la familia Geometridae, descritos por primera vez por el lepidopterólogo inglés William Warren en 1894. Se encuentra distribuido endemismo en las provincias de Mpumalanga y KwaZulu-Natal de Sudáfrica y probablemente Zimbabue.

## Descripción
Es una polilla pequeña con una envergadura de 20 milímetros (0,8 plg). Tiene gran parecido y a menudo confundida con la especies O. complanata. El macho tiene antenas fuertemente pectinadas. Las cuatro alas son de color muy variable, entre amarillo a verde o verde amarillento, pero la hembra es de color rojo a marrón con algunas manchas grandes marrones o negras. 
La oruga tiene líneas longitudinales negras y amarillas y anchas bandas laterales amarillas, lo cual es diagnóstico, y la cabeza es gris. Las orugas se alimentan de especies Burchellia bubalina y Gardenia globosa, probablemente bivoltinos. Los adultos vuelan de septiembre a abril. Su hábitat constituye el bosque húmedo donde crece la planta huésped.